# Myrmeleon frontalis
Myrmeleon frontalis är en insektsart som först beskrevs av Hermann Burmeister 1839.  Myrmeleon frontalis ingår i släktet Myrmeleon och familjen myrlejonsländor. Inga underarter finns listade i Catalogue of Life.